# Germanorden
 (mai 2015).
Germanorden est une société secrète créée au début du XXe siècle en Allemagne, dans la filiation de la Société de Thulé, soutenant que les ancêtres des Germains ne pouvaient être que des Nordiques, une race pure ayant dû, au moment des grandes glaciations, émigrer vers des régions plus tempérées, notamment l'Allemagne.
En août 1918, la cellule munichoise de cette société secrète devient la Thule Gesellschaft, origine, le 15 janvier 1919 du Parti ouvrier allemand  qui deviendra le Parti national-socialiste des travailleurs allemands, c'est-à-dire le parti nazi.